# Amphithalea biovulata
Amphithalea biovulata är en ärtväxtart som först beskrevs av Harry Bolus, och fick sitt nu gällande namn av Granby. Amphithalea biovulata ingår i släktet Amphithalea och familjen ärtväxter. Inga underarter finns listade i Catalogue of Life.